# Kretków
Kretków (prononciation : [ˈkrɛtkuf]) est un village polonais de la gmina de Żerków dans le powiat de Jarocin de la voïvodie de Grande-Pologne dans le centre-ouest de la Pologne.
Il se situe à environ 7 kilomètres à l'est de Żerków (siège de la gmina), à 17 kilomètres au nord-est de Jarocin (siège du powiat) et à 63 kilomètres au sud-est de Poznań (capitale régionale).
Le village possédait une population de 152 habitants en 2013.

## Histoire
De 1975 à 1998, le village faisait partie du territoire de la voïvodie de Kalisz.

Depuis 1999, Kretków est situé dans la voïvodie de Grande-Pologne.